# 托德·波利
托德·波利（英語：Todd Boehly，1973年9月20日— ）是一位美国商人和投资家。他是Eldridge Industries的联合创始人，董事长和首席执行官。同时，他也是英超足球俱乐部切尔西的共同拥有者和主席。

## 职业生涯

### 1996年至2015年：早期职业生涯，古根海姆合伙人公司
Boehly在Credit Suisse First Boston和J.H. Whitney & Company开始了他的职业生涯。他于2001年加入古根海姆合伙人公司，在那里他创建了该公司的信贷投资业务，负责其资产管理业务，并担任总裁。
2013年初，Boehly领导了时代华纳有线电视公司和洛杉矶道奇队（美国职业棒球大联盟）之间的交易，创建了SportsNet LA，一个区域性网络，用于播放所有道奇队的比赛和与道奇队相关的节目。从球队拥有的网络开始，该网络于2014年棒球赛季开始播出。

### 2015年至今：成立Eldridge，投资生涯
2015年，Boehly收购了他在古根海姆收集的一些资产，包括好莱坞记者报、迪克·克拉克制片公司和Security Benefit，创立了Eldridge，一个私人控股公司，投资于各种产业。除格林威治外，Eldridge在纽约、伦敦和比佛利山庄也设有办公室。
Boehly是Cain International、肯尼迪·威尔逊、PayActiv、Vivid Seats、Viral Nation、Accelerant、CAIS、Horizon Acquisition I和Horizon Acquisition Corporation II的董事会成员。他曾是Truebill的董事会成员。
Boehly的公司Eldridge拥有Security Benefit Life Insurance，以及Zinnia（前身为SE2），这是一个面向保险公司的技术平台。作为Eldridge的首席执行官、主席和联合创始人，他投资了Clearcover Insurance，以及DPL Financial Advisors，一个注册投资顾问（RIA）保险网络。他的房地产投资包括Cain International，这是一个由Eldridge、肯尼迪·威尔逊和Langdon Park Capital共同拥有的房地产公司。他还帮助创立了欧洲房地产投资公司Blackbrook Capital。
Boehly 在数字技术行业进行了投资，包括诸如Gopuff、Stash、Wealthsimple、Dataminr、AI 安全公司 AnyVision、数字健康平台 Wellthy、Truebill 和 Tripledot Studios。他通过 Eldridge 在 2020 年收购了数据技术公司Seek（前称 Knoema）。
Boehly投资了餐饮集团Aurify Brands，该集团拥有诸如Le Pain Quotidien等连锁餐厅。他还投资了Chuck E. Cheese。
Boehly的Eldridge拥有Stonebriar商业金融公司，一家大额商业金融和租赁公司，并种子投资Essential Properties Realty Trust。Eldridge的一些信贷管理业务在2021年分拆出来，创建了Panagram Structured Asset Management。Eldridge共同创立了CBAM Partners，一家经过SEC注册的投资顾问公司。该公司于2022年以7.87亿美元的价格被The Carlyle Group收购。2022年10月，Eldridge投资了Protein Evolution, Inc.，这是一家开发酶用于回收塑料和纺织材料的公司。
通过Eldridge，Boehly支持Allbright联盟，该联盟致力于支持妇女在职场中的发展。